# Prefettura di Mali
Mali è una prefettura della Guinea nella regione di Labé, con capoluogo Mali.
La prefettura è divisa in 13 sottoprefetture:
- Balaki
- Donghol-Sigon
- Dougountouny
- Fougou
- Gayah
- Hidayatou
- Lébékére
- Madina-Wora
- Mali
- Salambandé
- Téliré
- Touba
- Yimbéring